# Pires Ferreira
Pires Ferreira är en kommun i Brasilien.   Den ligger i delstaten Ceará, i den östra delen av landet, 1 500 km nordost om huvudstaden Brasília. Antalet invånare är 10 216.
Omgivningarna runt Pires Ferreira är huvudsakligen savann. Runt Pires Ferreira är det ganska glesbefolkat, med 45 invånare per kvadratkilometer.